# Astrid Øyre Slindová
Astrid Øyre Slindová (* 19. února 1988) je norská běžkyně na lyžích. Zúčastnila se jednoho mistrovství světa (2023). Je mistryní světa ve štafetě (2023). Je držitelkou ženského rychlostního rekordu na trati Vasova běhu.

## Sportovní kariéra
Ve Světovém poháru závodila od roku 2008. Její kariérní maximum bylo 20. místo v kombinovaném stíhacím závodě na 10 km ve Falunu 21. 3. 2009. Ve stejné sezóně získala stříbro ve skiatlonu na MS do 23 let a o rok později se stala ve skiatlonu mistryní světa do 23 let. Ale jinak sedm sezón ve Světovém poháru prakticky jen paběrkovala. A tak se po sezoně 2013/2014, ve které nastoupila v jediném závodě SP, rozhodla přejít na maratonské závody v běhu na lyžích.
V její druhé maratonské sezóně už se začaly dostavovat výsledky – na Marcialonze v lednu 2016 dojela sedmá, za měsíc na Vasově běhu byla pátá. V dalším roce dosáhla na své první velké podium – na Jizerské padesátce byla třetí a na Vasově běhu hned poté druhá. V roce 2018 dojela na Vasově běhu znovu druhá a začala být stálicí běžkařských maratonů. Zvítězit v tomto závodě se jí podařilo v roce 2022, kdy 90 km dlouhou trasu zvládla za rekordní tři hodiny, 50 minut a šest sekund – nejrychleji ze všech žen v historii, přestože závod absolvovala krátce po zotavení z nemoci covid-19.
V sezóně 2022/2023 se pokusila naposledy prorazit i ve Světovém poháru a vyjet si účast na MS 2023 v Planici. Hned při svém prvním startu v běhu na 10 km volně v Lillhammeru překonala 17. místem své 13 let staré kariérní maximum. Dalšího zlepšení dosáhla na Tour de Ski, kde v jednotlivých etapách třikrát doběhla v první desítce a celkově skončila na sedmém místě. Poté si odskočila na dva maratonské běhy Prato Pizza Mountain Challenge v Itálii a La Diagonela ve Švýcarsku, které vyhrála. Posledním testem před šampionátem pak byl hromadný závod Světového poháru na 20 km klasicky v Les Rousses, ve kterém dojela třetí a tím si zajistila nominaci na MS. V Planici zažila životní úspěch – nejprve získala bronz ve skiatlonu a ve štafetě s Tiril Udnes Wengovou, Ingvild Flugstad Østbergovou a Anne Kjersti Kalvåovou přidala zlato. Na MS v Planici ještě absolvovala závod na 30 km klasicky, ve kterém dojela desátá. O den později (18 a půl hodiny po dojetí do cíle v Planici) stála na startu Vasova běhu, kde obhajovala vítězství, přičemž kvůli přesunu ze Slovinska do Švédska spala jen dvě hodiny a vše stihla jen díky letu soukromým letadlem Kjella Inge Røkkeho, sponzora jejího týmu Team Aker Dæhlie. Téměř polovinu závodu jela Astrid v čele s až půlminutovým náskokem před dalšími pronásledovatelkami, pak jí ale došly síly a do cíle dojela pátá. O týden později absolvovala ve SP v Oslo ženskou premiéru na trati 50 km (po sjednocení délek závodů pro muže a ženy) a jen o 3 desetiny sekundy ji uniklo vítězství – ve finiši šestičlenné vedoucí skupiny ji porazila Ragnhild Hagaová. Svoji životní sezónu zakončila ještě třemi vítězstvími v lyžařských maratonech v Norsku: Birkebeinerrennet, Reistadløpet a Summit 2 Senja.
V sezóně 2023/24 se už zaměřila především na závody Světového poháru. V závodech před Tour de Ski dosáhla nejlepšího umístění ve skiatlonu v Trondheimu, kde dojela pátá. Na Tour de Ski absolvovala 5 etap ze sedmi a držela se na šestém místě celkového pořadí s desetisekundovou ztrátou na 3. místo, ale do předposlední etapy již kvůli bolesti v krku nenastoupila. Po nemoci startovala na Marcialonze, ale během závodu se necítila dobře a musela z něj odstoupit. V závodech SP v Canmore doběhla čtvrtá v hromadném běhu na 15 km volně i v hromadném běhu na 20 km klasicky a dosáhla svých nejlepších umístění v sezóně. V závěru sezóny nastoupila do tří maratonských běhu, v nichž se jí nejvíce v 	Reistadløpet, který již potřetí v kariéře vyhrála.

## Výsledky

### Výsledky ve Světovém poháru
| 2007/08 | 20 | NC   | NC  | —   | — | —   | —   |
| 2008/09 | 21 | 66.  | 42. | NC  | — | —   | 25. |
| 2009/10 | 22 | NC   | NC  | NC  | — | DNF | —   |
| 2010/11 | 23 | 114. | 82. | NC  | — | —   | —   |
| 2011/12 | 24 | 90.  | 70. | —   | — | —   | —   |
| 2012/13 | 25 | NC   | NC  | —   | — | —   | —   |
| 2013/14 | 26 | NC   | NC  | —   | — | —   | —   |
| 2022/23 | 35 | 27.  | 16. | 83. | — | 7.  | —   |
| 2023/24 | 36 | 19.  | 9.  | 64. | — | DNF | —   |

### Výsledky na MS
| Rok  | Věk | 10 km | 15 km skiatlon | 30 km hromadný start | sprint | 4 × 5 km štafeta | sprint dvojic |
| ---- | --- | ----- | -------------- | -------------------- | ------ | ---------------- | ------------- |
| 2023 | 35  | —     | 3.             | 10.                  | —      | 1.               | —             |
| 2025 | 37  | 6.    | 8.             | 10.                  | —      | 2.               | —             |